# Influencia helenística en el arte indio

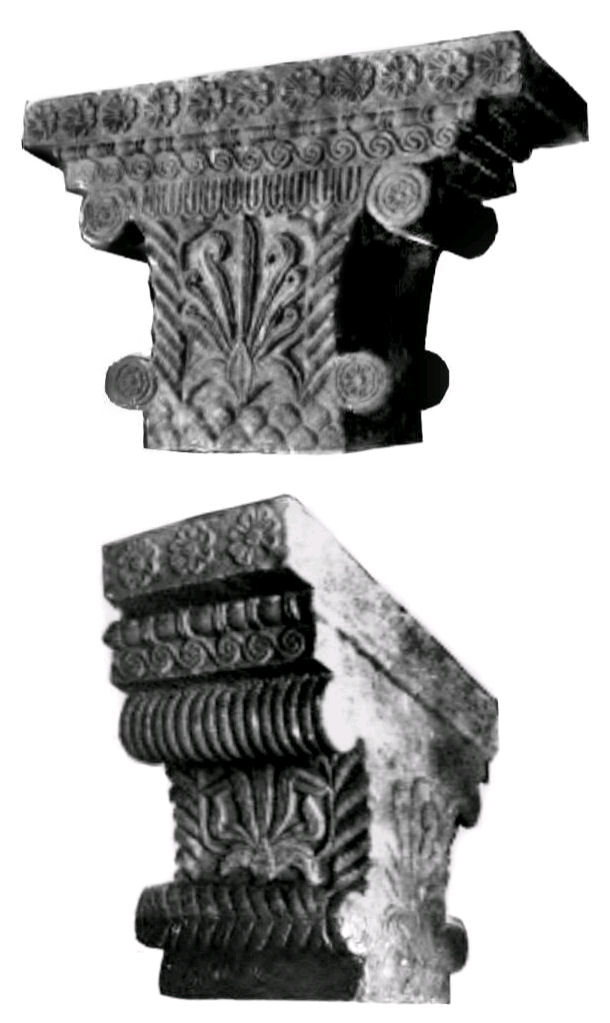
El capitel de Pataliputra, un ante capitel helenístico encontrado en el palacio del Imperio Maurya, India, data del.

La influencia helenística en el arte indio refleja la influencia artística de los griegos en el arte indio después de las conquistas de Alejandro Magno, desde el final del siglo IV a. C. hasta los primeros siglos de nuestra era.
Los griegos, en efecto, mantuvieron una presencia política a las puertas de India y algunas veces dentro de la propia India, hasta el siglo I con el Reino grecobactriano y los  reinos indo-griegos, con muchas influencias notables en las artes del Imperio Maurya (321-185 a. C.) especialmente. La influencia helenística en el arte indio también se observó durante varios siglos más durante el período del arte greco-budista.

## Contexto histórico

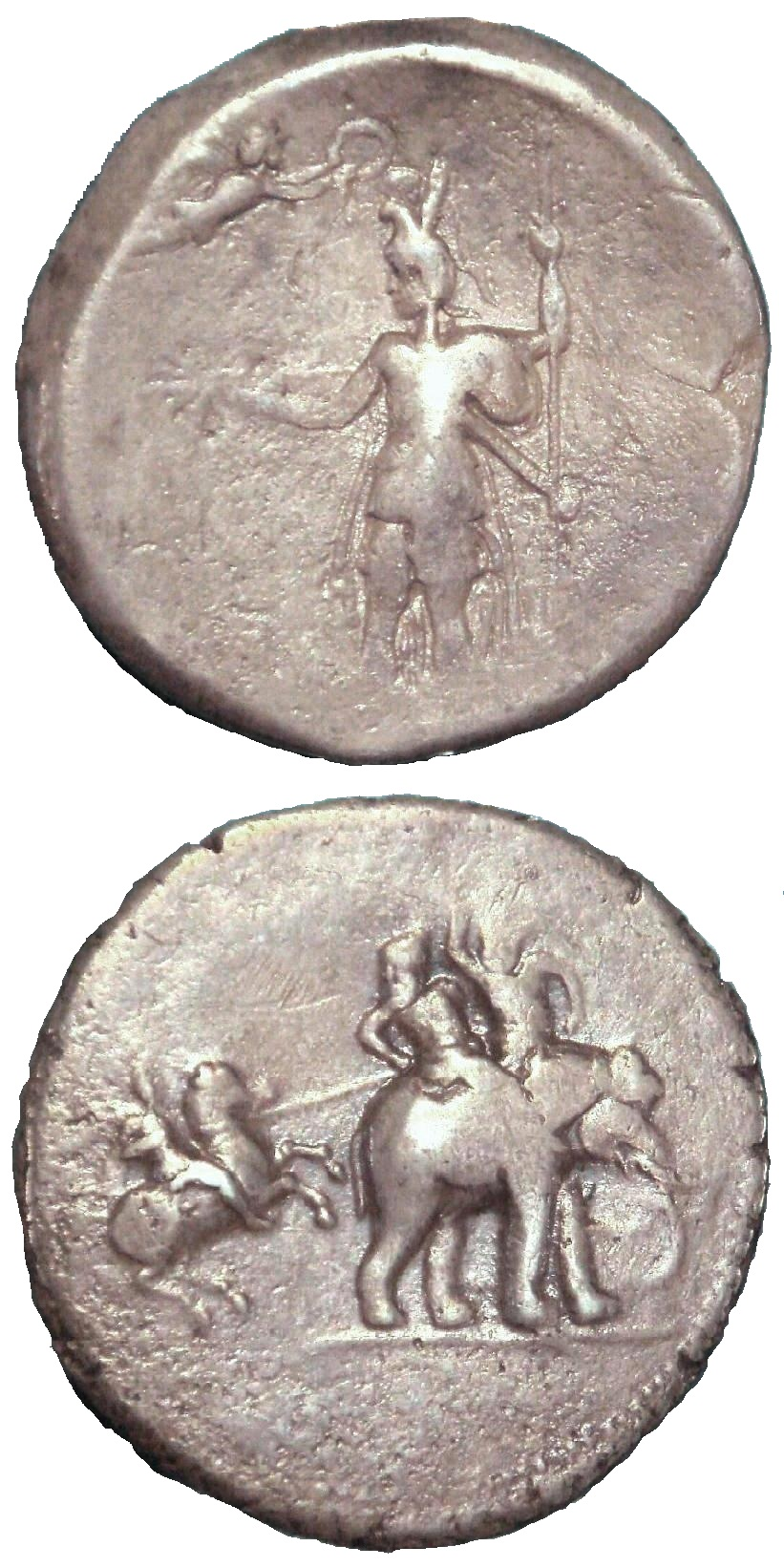
«Moneda de la victoria» de Alejandro Magno, acuñada en Babilonia en el 322 a. C. después de sus campañas en el subcontinente. Obvs: Alejandro coronado por Niké. Reverso: Alejandro atacando al rey Porus en su elefante. Hecho en plata. En poder del Museo Británico.

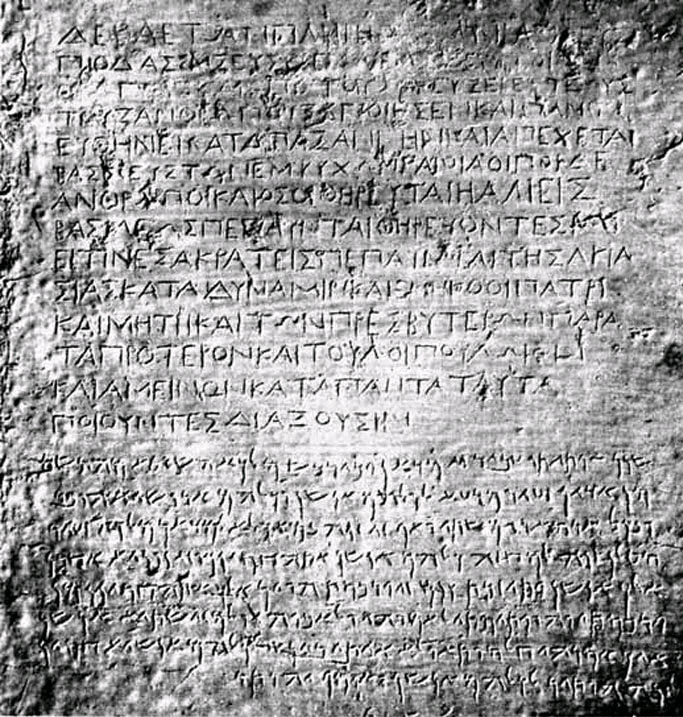
Inscripción bilingüe del Edicto de Kandahar del rey Ashoka, en griego y arameo.

Las conquistas griegas en la India bajo las órdenes de Alejandro Magno fueron limitadas en el tiempo (327-326 a. C.) y en la extensión. La  influencia helenística en el arte indio se refiere a las influencias que vinieron después de Alejandro y durante un período en el que artistas e ideas fluyeron a través de la región noroeste de la India que afectaron al desarrollo de las artes y la arquitectura en la India. Se registraron numerosos contactos entre el Imperio mauria y el reino griego.
Seleuco I Nicator intentó conquistar la India en 305 a. C., pero finalmente llegó a un acuerdo con Chandragupta Maurya y firmó un tratado que, según Estrabón, cedió una serie de territorios a Chandragupta que incluía grandes partes de lo que ahora es Afganistán y Pakistán. También se realizó un «acuerdo matrimonial» con el rey del Himalaya Parvatka, a menudo identificado con Porus
y Seleuco recibió quinientos elefantes de guerra, un activo militar que jugaría un papel decisivo en la batalla de Ipsus en el año 301 a. C. De acuerdo con estos relatos, esta alianza le dio a Chandragupta un ejército poderoso compuesto por yavanas (griegos), kambojas, shakas (escitas), kiratas (nepaleses), parasikas (persas) y bahlikas (bactrianos) que tomaron Pataliputra.

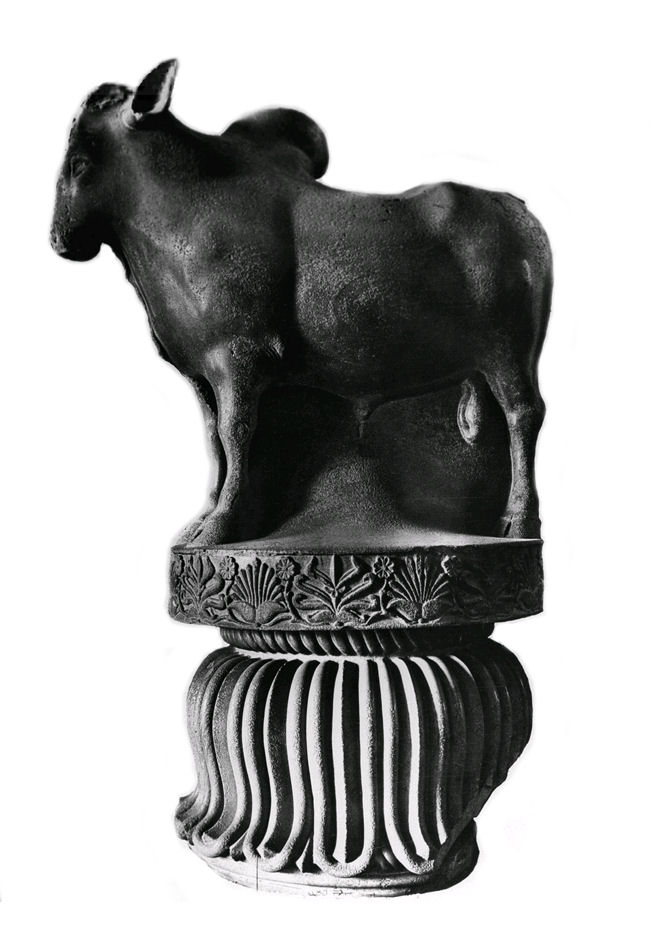
Capitel del toro de Rampurva, perteneciente a uno de los pilares de Ashoka con conexión helenística..

Persia, afirma Boardman, no tenía una tradición propia de piedra que pueda rastrearse. Sin embargo, hay evidencia de que existían allí «bases persas de un toro semicircular normal» combinado con capiteles corintios, y que la India tenía una intrincada tradición arquitectónica de madera al mismo tiempo. Es posible que el paso difícil a través del Hindu Kush y las ubicaciones al noroeste del mismo, como Ai-Khanoum, una ciudad griega de Bactria en el siglo III a. C. y alrededor de 600 kilómetros de Kabul, podría haber proporcionado el conducto para conectar a los artistas helenísticos e indios. Alternativamente, la influencia podría haber venido de la antigua Persepolis persa, ahora cerca de Shiraz en el sureste de Irán y a unos 2.200 kilómetros de Kabul. Sin embargo, un problema importante al que se enfrenta esta propuesta es que Persepolis fue destruida unos ochenta años antes de que apareciera la primera arquitectura y artes budistas en piedra. Esto deja la pregunta, en qué medida y cómo el conocimiento fue preservado o transferido a lo largo de las generaciones entre la caída de Persepolis (330 aC,) y el ascenso del arte de la era Aśoka al este (después del 263 a. C.).

## Influencia en la arquitectura de piedra monumental india (268-180a.C.)

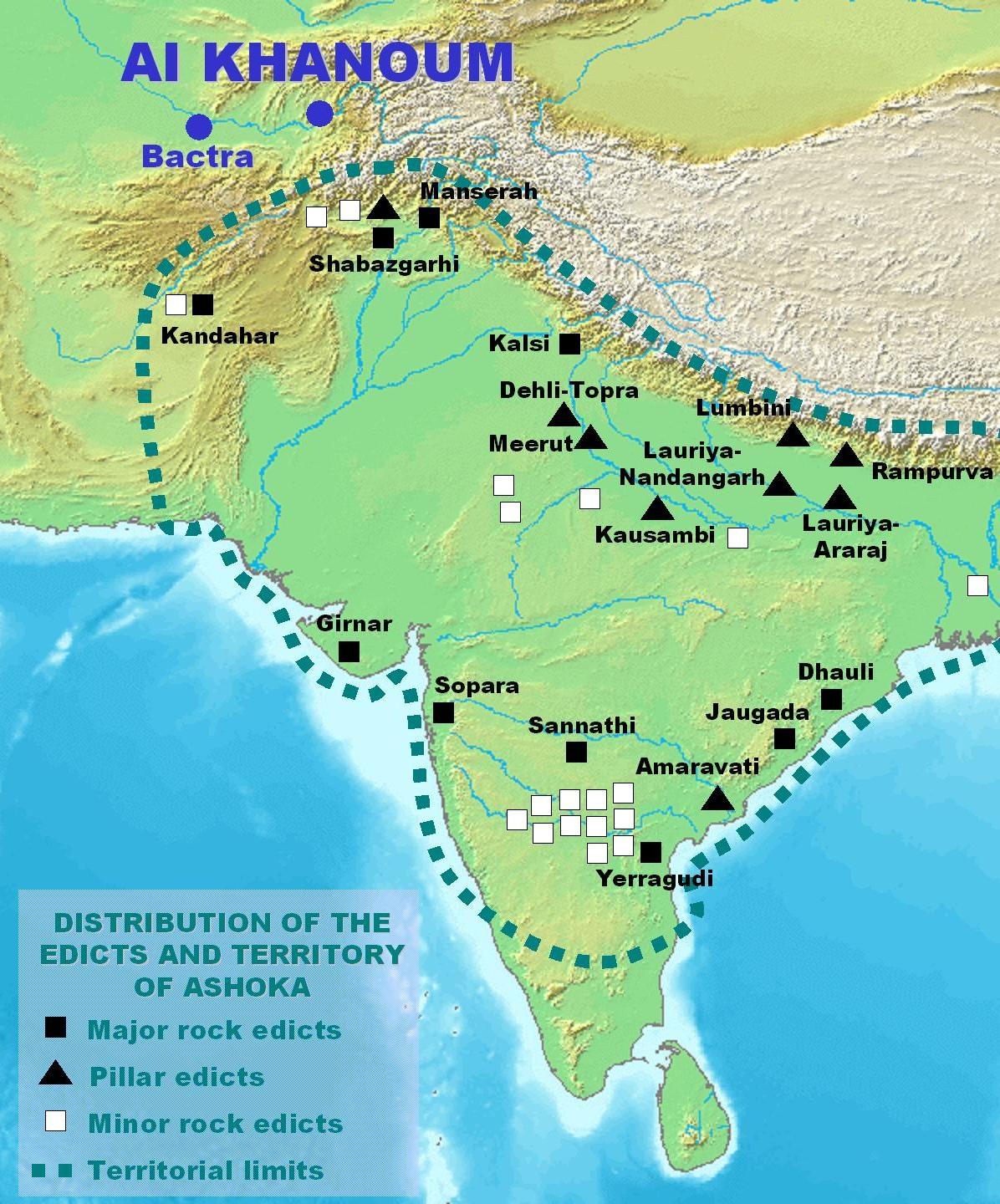
El Reino greco-bactriano y la ciudad helenística de Ai-Khanoum se encontraban en la misma puerta de la India

Durante el período de  Maurya (321-185 a. C.) y, especialmente durante la época del emperador Ashoka (c.268 a 232 a. C), la influencia helenística parece haber jugado un gran papel en el establecimiento de la arquitectura monumental india de piedra. Las excavaciones en el antiguo palacio de Pataliputra han sacado a la luz las obras escultóricas helenísticas y se puede observar como aparece la influencia helenística en los pilares de Ashoka aproximadamente en el mismo período.
Según John Boardman, hubo probablemente en algunos casos influencias helenísticas en el arte indio. Sin embargo, los sitios y las fuentes de estas influencias «no siempre se identifican correctamente ni son identificables».
Hay tres puntos de vista académicos en competencia: uno originado por los primeros eruditos, como Percy Brown, donde la arquitectura india se debió a la inmigración de artesanos occidentales (griegos) y en la literatura en la India antigua; segundo, por eruditos posteriores como John Irwin, que prefieren la inspiración mayoritariamente indígena para el arte indio, y tercero como S.P. Gupta, que prefiere una combinación de todas.
Boardman hizo una comparación la apariencia de la arquitectura de piedra en Persia e India; en cierta medida, los nuevos imperios de los aqueménidas y mauryanos se enfrentaron a problemas similares en «la creación de una arquitectura de piedra adecuada a las aspiraciones del imperio», cuando ninguno de los dos países tenía una tradición de construcción en piedra.
Las conquistas persas habían incluido áreas con importantes tradiciones de construcción a gran escala en ladrillo o piedra; en la India existía probablemente una tradición de construcción grande e intrincada en madera, aunque los restos de este son naturalmente muy pocos.
Es posible que los pasos dificultosos a través de Hindu Kush y los lugares al noroeste de él, como Ai-Khanoum, una ciudad griega de Bactria en el siglo III a. C. y unos 600 kilómetros (370 millas) de Kabul, podría haber proporcionado el conducto para conectar a los artistas helenísticos e indios. Alternativamente, la influencia podría haber venido de la antigua Persepolis persa, ahora cerca de Shiraz en el sureste de Irán y cerca de 2200 kilómetros (1400 millas) de Kabul. Sin embargo, un problema importante al que se enfrenta esta propuesta es que Persépolis fue destruida unos 80 años antes de que apareciera la primera arquitectura y artes budistas en piedra. Esto deja la pregunta de «¿cómo y en qué medida el conocimiento fue preservado o transferido a lo largo de las generaciones entre la caída de Persépolis (330 aC) y el ascenso del arte de la era Ashokan al este (después del 263 aC)?»

### Alcance de las relaciones
Se registraron numerosos contactos entre el Imperio de Maurya y el reino griego. Seleuco I Nicator intentó conquistar India en 305 a. C., pero finalmente llegó a un acuerdo con Chandragupta Maurya, y firmó un tratado que, según Estrabón, cedió una serie de territorios a Chandragupta Maurya, que incluían grandes partes de lo que ahora es Afganistán y Pakistán. También se concluyó un «acuerdo matrimonial», y Seleuco recibió quinientos elefantes de guerra, un activo militar que jugaría un papel decisivo en la batalla de Ipsus en el año 301 a. C.
Más tarde, numerosos embajadores visitaron la corte india en Pataliputra, especialmente Megástenes, que viajó a Chandragupta. Más adelante Deímaco visitó a su hijo Bindusara. Todavía más tarde  Ptolomeo II Filadelfo, gobernante del Egipto ptolemaico y contemporáneo de Ashoka, fue registrado por Plinio el Viejo como enviado a ver a un embajador llamado Dionysius en la corte de Mauryan.
Ashoka se comunicó con las poblaciones griegas en el sitio de Alexandria Arachosia (Old Kandahar), utilizando la inscripción «Bilingual Rock de Kandahar» o la «Inscripción griega de Kandahar».
El reino grecobactriano con su capital Ai-Khanoum mantuvo una fuerte presencia helenística en las puertas de la India desde el 280 hasta el 140 a. C., y después de esa fecha entró en la India para formar reinos indo-griegos que durarían hasta el siglo I d. C. Al mismo tiempo, Ashoka escribió algunos de sus edictos en griego y afirmó haber enviado embajadores a gobernantes griegos hasta el Mediterráneo, donde expresaba su voluntad de comunicarse con el reino helenístico.

### Instancias de la influencia helenística
Durante ese período, se conocen varias instancias de influencia artística, en particular en el área de escultura de piedra monumental y estatuas, un área sin precedentes conocidos en la India. El período principal de la creación arquitectónica de piedra parece corresponder al período del reinado de Ashoka (268 a 232 a. C.).
Antes de eso, los indios pudieron haber tenido una tradición de arquitectura de madera, pero no se han encontrado restos para demostrar ese punto. Sin embargo, sí fueron descubiertos restos de empalizadas de madera en sitios arqueológicos en Pataliputra y así se confirmaron los relatos clásicos que la ciudad tenía tales murallas de madera. Los primeros ejemplos de la arquitectura de piedra también se encontraron en el complejo del palacio de Pataliputra, con la capital claramente helenística de Pataliputra.así como una sala con pilares con columnas de piedra pulida. El otro ejemplo notable de arquitectura de piedra monumental es el de los Pilares de Ashoka, que muestran la influencia helenística.
En general, según Boardman, «la experiencia visual de muchos Ashokan y habitantes de ciudades posteriores en la India estaba considerablemente condicionada por las artes extranjeras traducidas a un ambiente indio, así como el griego arcaico había sido condicionado por el sirio, el romano por el griego y el persa por el arte de todo su imperio».

#### Capitel de Pataliputra (sigloIIIa.C.)

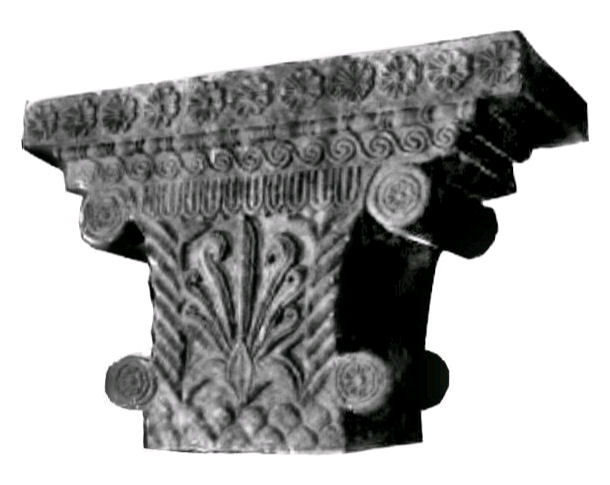
Frente del capitel de Pataliputra, se encuentra en Pataliputra y data del siglo III a. C.

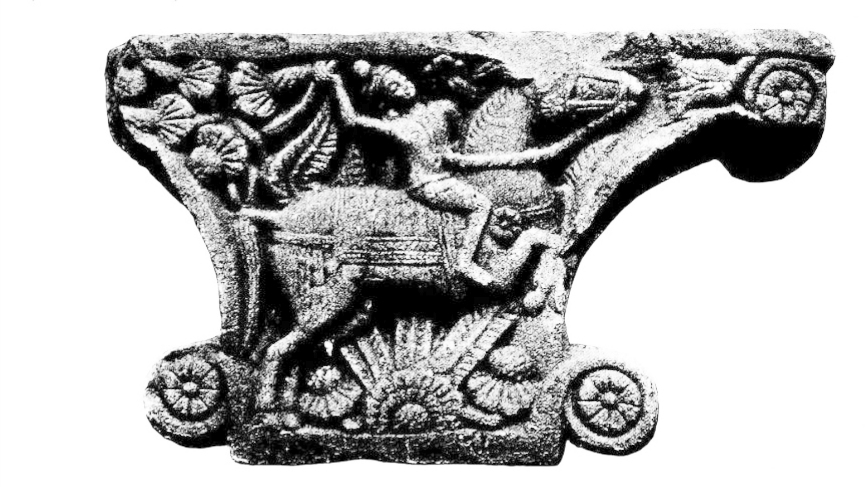
El capitel de Sarnath comparte una estructura similar al capitel de Pataliputra (especialmente las volutas laterales)

El capitel de Pataliputra es un capitel rectangular monumental con volutas y diseños clásicos, que fue descubierto en las ruinas del palacio de la antigua capital del Imperio Maurya, Pataliputra —moderna Patna, al noreste de la India—. Está fechada en el siglo III a. C.. Es, junto con los Pilares de Ashoka, uno de los primeros ejemplos conocidos en la arquitectura de piedra india.
Aunque este capitel era una pieza arquitectónica importante en el palacio Mauryan de Pataliputra, dado que la mayor parte de Pataliputra no fue excavada y permanece oculta bajo la moderna ciudad de Patna, resulta imposible saber la naturaleza exacta o la extensión de los monumentos o edificios que incorporaron estos capiteles.
Se conoce un capitel de Sarnath, que parece ser una adaptación del diseño del capitel de Pataliputra. Esta otra también se dice que es del período Maurya; junto con el capitel de Pataliputra, está considerado como «un soporte de piedra que sugiere el orden jónico».
Un capitel posterior encontrado en Mathura, que data del siglo II o siglo III (período Kushan) muestra una palmeta central con volutas laterales en un estilo descrito como jónico, en el mismo tipo de composición que el capitel de Pataliputra, pero con una letra más gruesa.

#### Pilares de Ashoka (sigloIIIa.C.)

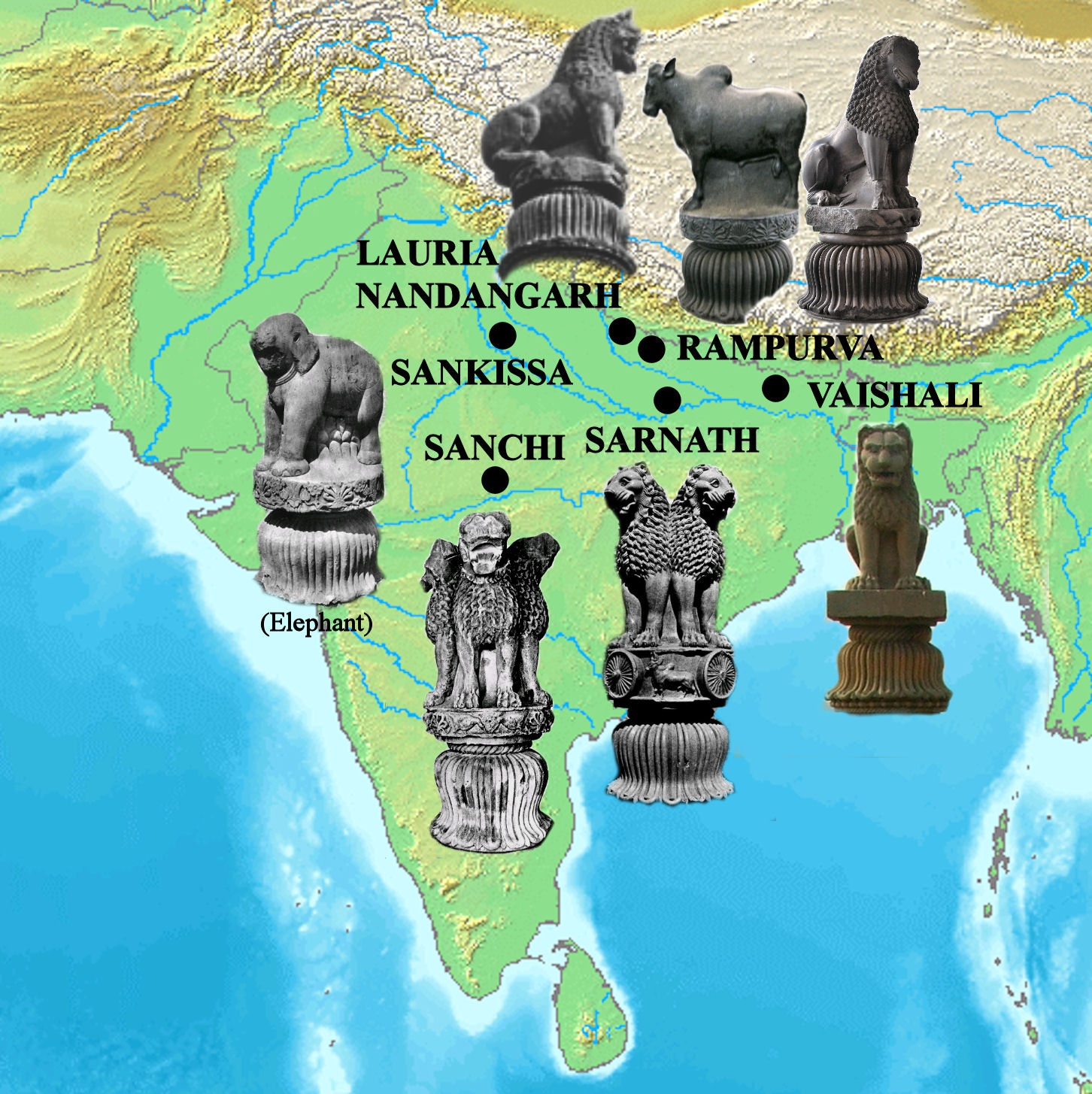
Dispersión geográfica de los pilares conocidos.

Los pilares de Ashoka estuvieron construidos durante el reinado del Imperio Maurya de Ashoka alrededor del año 250 a. C. Fueron nuevos intentos de dominar la arquitectura de piedra, ya que no se conocen monumentos de piedra o esculturas de la India anteriores a ese período.
Hay un total de siete capiteles restantes, cinco con leones, uno con un elefante y otro con un  toro-cebú. Uno de ellos, los cuatro leones de Sarnath, se ha convertido en el Emblema nacional de la India desde 1950.

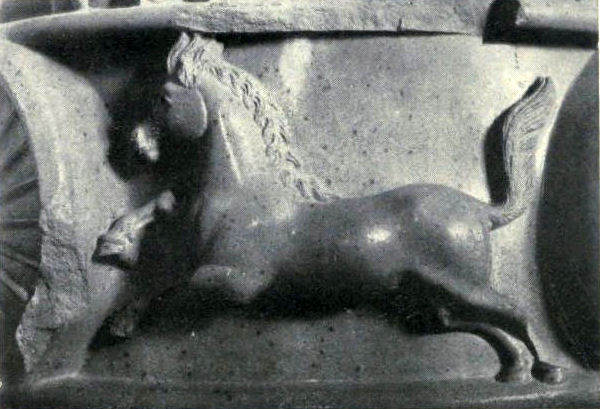
Un motivo del caballo que se encuentra en el capitel de los Leones de Sarnath, a menudo se describe como un ejemplo de realismo helenístico.

Los capiteles de los animales se componen de una base de gran tamaño, con un  ábaco decorado con diseños florales, simbólicos o de animales, coronado por la representación realista de un animal, pensado para representar una dirección tradicional en la India. Colocar animales encima de un capitel lotiforme recuerda a las columnas aqueménidas. Se dice que los animales, especialmente el caballo en Sarnath, del capitel de Ashoka o el toro del capitel de Rampurva son típicamente griegos por su realismo y pertenecen a un tipo de tratamiento muy realista que no se puede encontrar en Persia.
Las partes del ábaco también a menudo parecen mostrar una fuerte influencia del arte griego: en el caso del toro Rampurva o el elefante Sankassa, se compone de palmetas alternadas con estilizadas flores de loto y pequeñas rosetas.
Un tipo similar de diseño se puede ver en el friso del capitel perdido del pilar de Allahabad. Estos diseños probablemente se originaron de las artes griegas y del Cercano Oriente.
Probablemente hubieran llegado a través de una ciudad helenística como Alejandría de Oxiana.

#### Trono de diamantes de Bodh Gaya (sigloIIIa.C.)

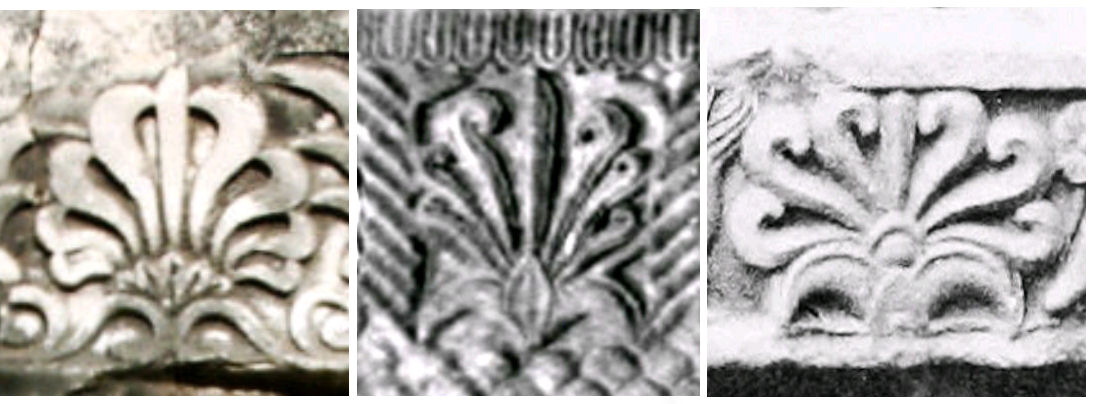
Palmetas de llama griegos e indios. Izquierda: Llama palmette en Didyma, Ionia, c.300 a. C. Medio: capital de Pataliputra, India, 3. c. d. C. Derecha: Ashoka 's trono de diamante, Bodh Gaya, India, 250 a. C.

El trono de diamante, o Vajrasana, es un trono en el  Templo Mahabodhi en Bodh Gaya, construido por el rey Ashoka alrededor del 260 a. C.
con el fin de marcar el lugar donde el Buda alcanzó la «ilustración» o el «esclarecimiento».
Se cree que Ashoka visitó Bodh Gaya alrededor de 260 a. C., unos 10 años después de su reinado, según lo explicado por su  Edicto Rock número VIII.
El trono de Diamante contiene grabados de madreselvas y gansos, que también se pueden encontrar en varios de los capiteles los pilares de Ashoka.

#### Molduras decorativas y esculturas

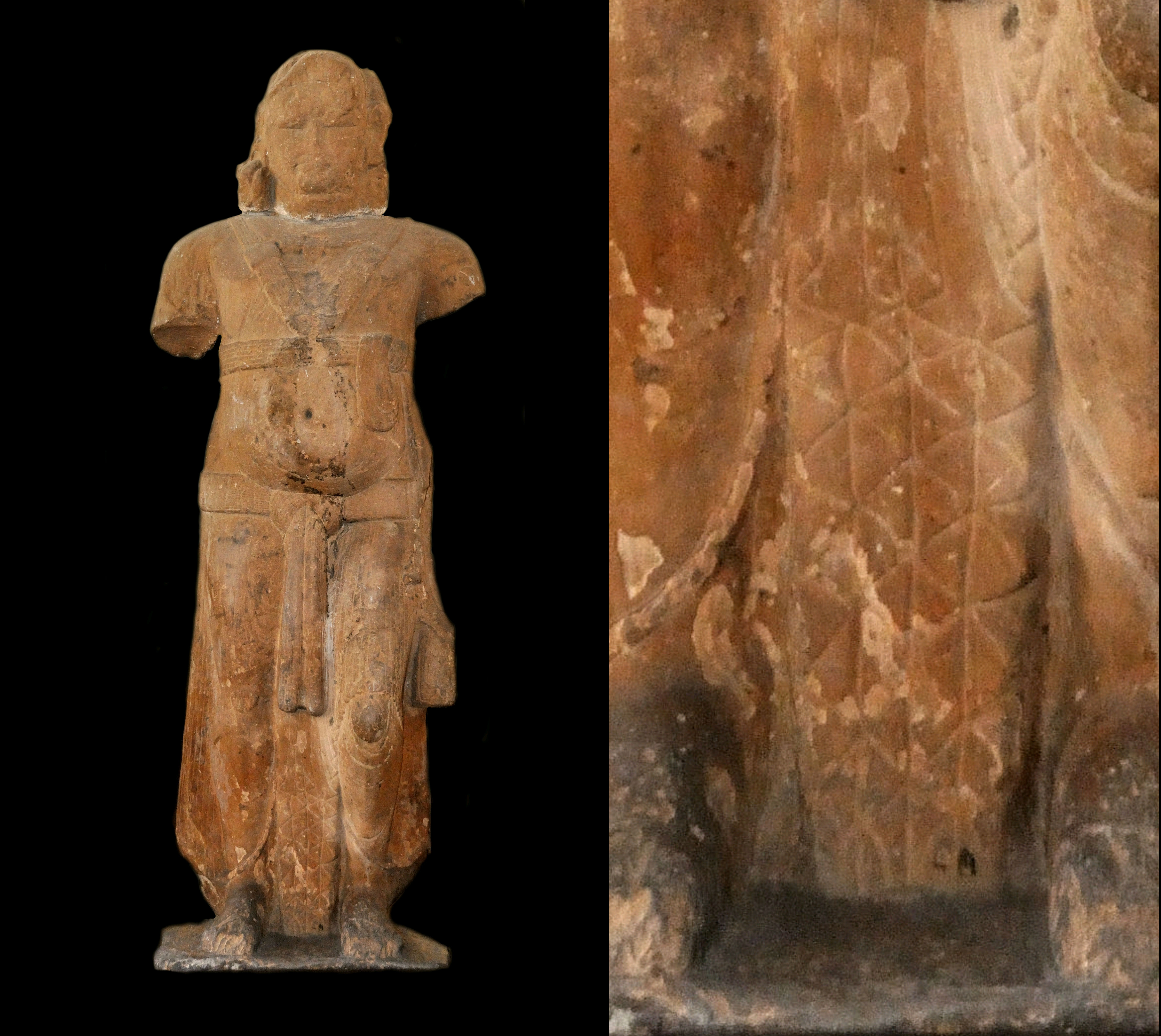
La iaksa Manibhadra con vestido en pliegues geométricos.

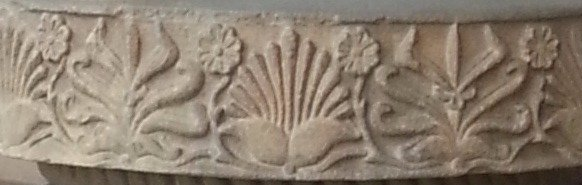
Capitel del toro de Rampurva, detalle del ábaco, con dos "palmetas de llama" que enmarcan un loto rodeado de pequeñas flores en forma de roseta

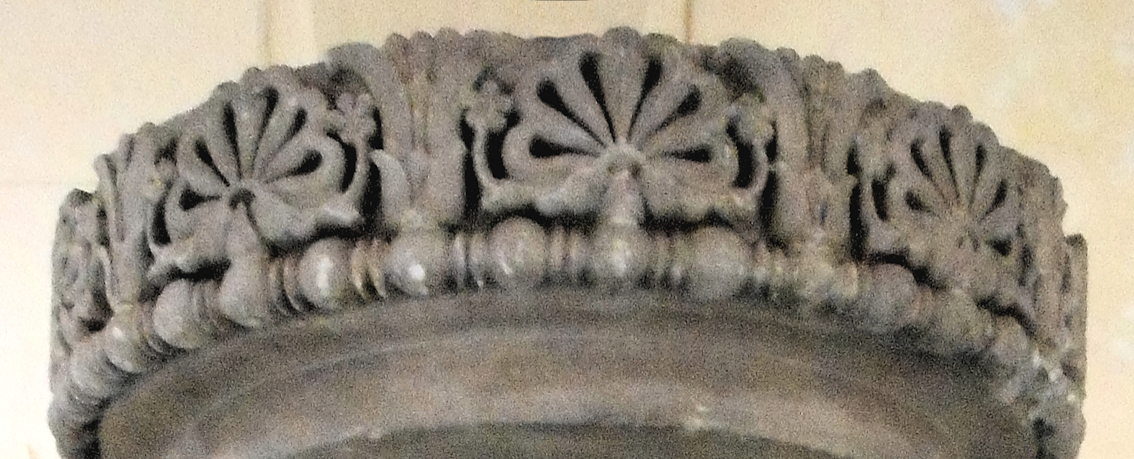
Dos lotos que enmarcan una "palmetta de llama" rodeada de pequeñas flores en forma de roseta, sobre una banda de perlas y rodeos. Pilar de Allahabad, alrededor de 250 a. C.

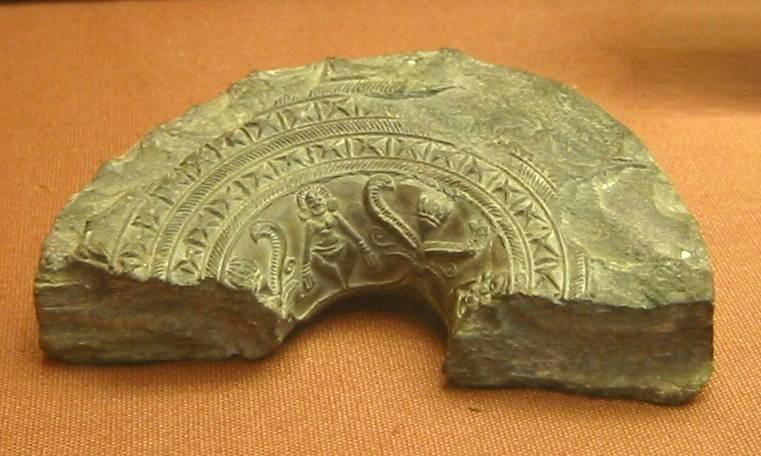
Los diseños helenísticos de " palmeta de llama " también se han identificado en los anillos de anillo de Maurya, que enmarcan aquí la imagen de una diosa

Las artes helenísticas pueden haber sido influyentes en las primeras estatuas, de los períodos mauria y shunga.
Algún iaksa monumental se considera como las primeras estatuas independientes en la India.
El tratamiento del vestido especialmente, con líneas de pliegues geométricos, se considera una innovación helenística. No hay ningún ejemplo previo conocido de tales estatuas en la India y se parecen mucho al manierismo arcaico tardío griego que podría haberse transmitido a la India a través de la Persia aqueménida.
La Iaksa Manibhadra, 2,59 metros de altura, procedente de Parkham (cerca de Mathura), es datable en el período del 200 al 50 a. C.
Presenta una inscripción que dice: «Hecho por Gomitaka, un alumno de Kunika. Creado por ocho hermanos, miembros de la congregación de Manibhadra». Esta inscripción indica que la estatua representa a la iaksa Manibhadra.

##### Palmetas de llama
La palmeta de llama, elemento decorativo central del pilar Pataliputra se considera un motivo puramente griego. La primera aparición de "palmetas de llama" se remonta a la akroteria floral independiente del Partenón (447-432 aC),
y un poco más tarde en el Templo de Atenea Nike.
Las palmetas de llamas se introdujeron en frisos de motivos florales en reemplazo de la palmeta común. Las palmetas de llamas se usan extensamente en los frisos florales de la India, comenzando con los frisos florales en las capitales del pilar de Ashoka, y es probable que se hayan originado con el arte griego o del Cercano Oriente.
Una palmetta de llama monumental se puede ver en la parte superior del Portal de Sunga en Bharhut (siglo II a. C.).

##### Combinaciones botánicas
Según Boardman, aunque los frisos de loto o los frisos de palmeta eran conocidos en Mesopotamia siglos atrás, la combinación antinatural de varios elementos botánicos que no tienen ninguna relación en la naturaleza, como la palmeta, el loto y algunas veces flores de roseta, es una innovación puramente griega, que luego fue adoptado en una escala geográfica muy amplia.

##### Perlas y rodeos
Según el historiador del arte John Boardman, el motivo de perlas y rodeos se desarrolló por completo en Grecia a partir de motivos derivados de las técnicas de torneado usadas para madera y metal, y se empleó por primera vez en la escultura de piedra en Grecia durante el siglo VI a. C. El motivo luego se extendió a Persia, Egipto y el mundo helenístico, y hasta la India, donde se puede encontrar en el ábaco y en parte de algunos de los pilares de Ashoka o la capital Pataliputra.

### Influencia en estatuas monumentales

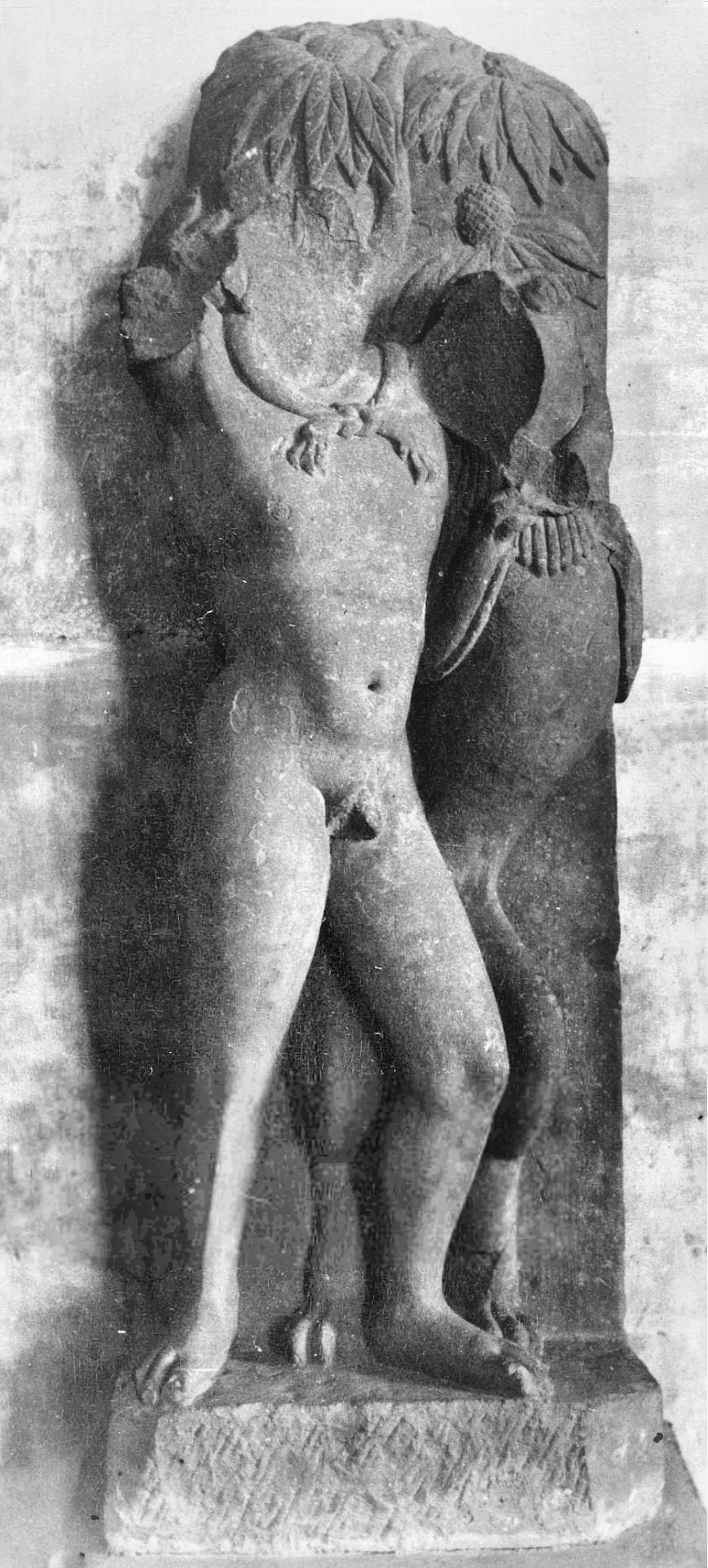
El Hércules de Mathura. Una estatua del mítico griego Herakles estrangulando al león de Nemea, de Mathura. También: Museo Indio de Calcuta.

Las artes helenísticas pueden haber sido influyentes en las primeras estatuas —periodos de Mauryan y Sunga—. Algunos Iaksas monumentales se consideran las primeras estatuas independientes en la India.
El tratamiento del vestido especialmente, con líneas de pliegues geométricos, se considera una innovación helenística. No se conocen ejemplos previos de tales estatuas en la India, y se parecen mucho al manierismo arcaico tardío griego que podría haberse transmitido a la India a través de la Persia aqueménida.
Este motivo aparece de nuevo en las obras Sunga de Bharhut, especialmente en una representación de un soldado extranjero, pero el mismo tratamiento del vestido también es visible en figuras puramente indias.
En algunos casos, también se puede sentir una clara influencia del arte de Gandhara, como en el caso de la estatua helenística de Herakles estrangulando al león de Nemea, descubierta en Mathura, y ahora en el Museo Indio de Kolkota, así como en las escenas  báquicas.
Aunque inspirado en el arte de Gandhara, el retrato de Herakles no es perfectamente exacto y puede mostrar una falta de comprensión del tema, ya que Herakles se muestra ya con la piel del león que es lucha.

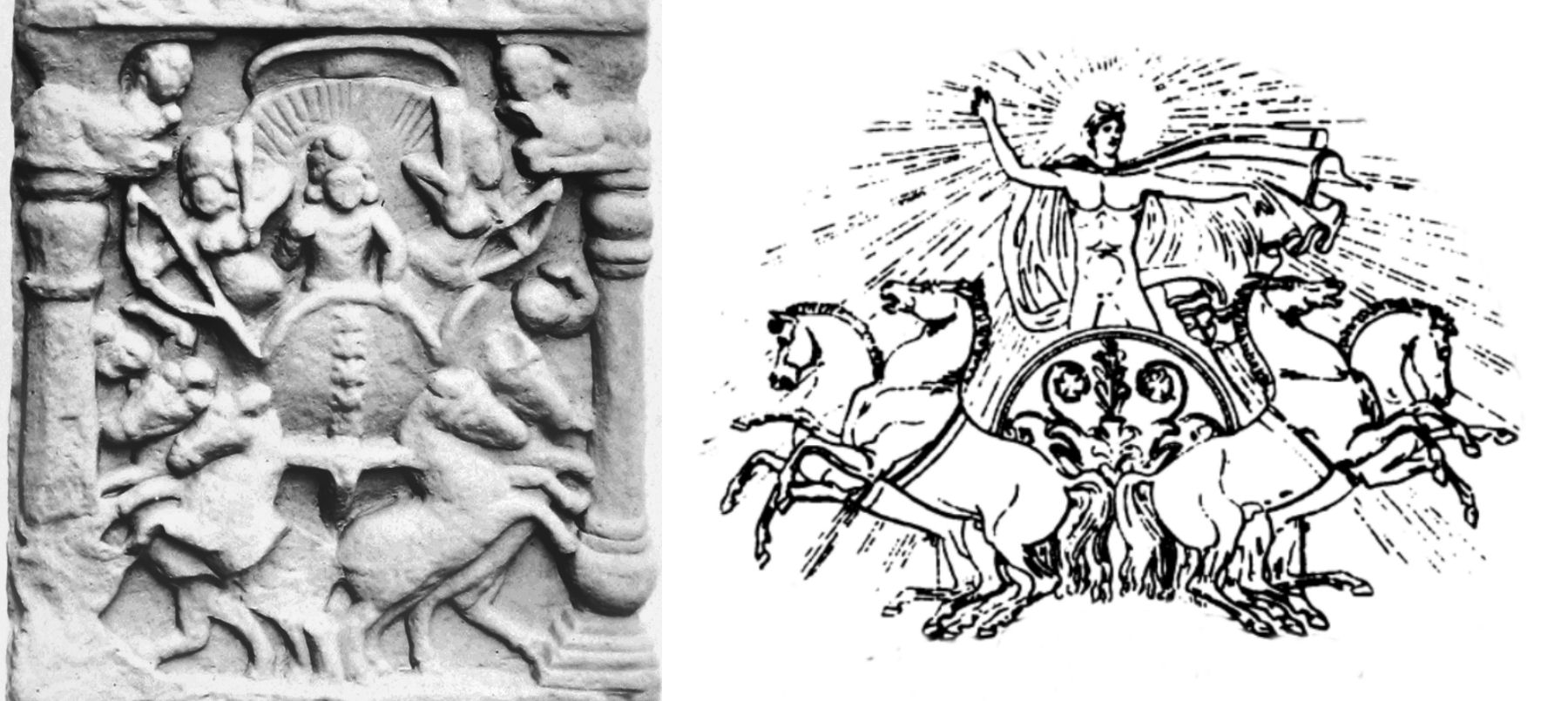
Comparación del relieve de la cuadriga del dios del sol Suria, de Bodh Gaya (izquierda) y ejemplo clásico de Apolo Febo en una cuadriga (derecha).

También se menciona a menudo como un posible ejemplo de la influencia helenística en el arte indio un famoso relieve de Bodh Gaya que muestra al dios indio Suria en una cuadriga.
La representación de Suria es de hecho muy similar a algunos relieves griegos de Apolo en su carro con una cuadriga de caballos. Otros autores señalan la influencia de la acuñación grecobactriana en la que a veces aparecen escenas de cuadrigas similares, como en la acuñación de Platón de Bactria.

### Primeras representaciones visuales de deidades indias

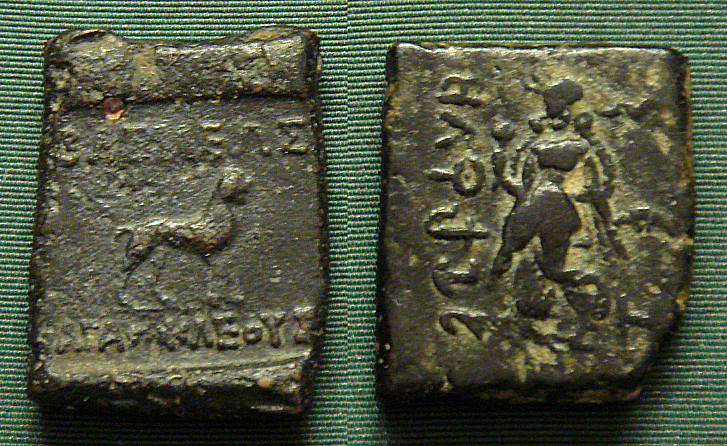
Monedas de Agatocles, con león budista y con la diosa india Lakshmi

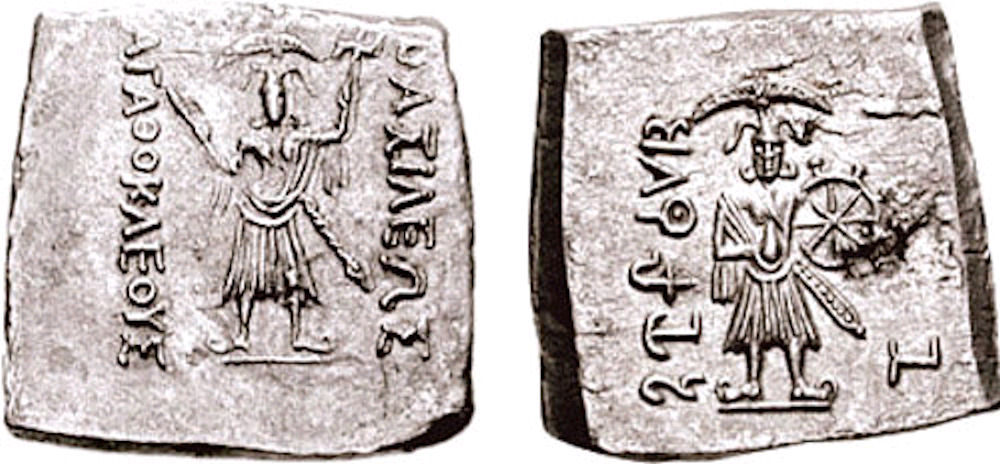
Moneda india de Agathocles, con león budista y mujer bailando con loto, posible diosa india Lakshmi, una diosa de la abundancia y fortuna para los budistas.

Uno de los últimos reyes grecobactrianos, Agatocles de Bactriana que gobernó entre 190-180 a. C., emitió notables monedas cuadradas indias con las primeras representaciones conocidas de deidades de ese país, que se han interpretado de diversas maneras como Vishnu, Shiva, Vasudeva, Buda o Balarama. En total, se descubrieron seis dracmas de plata de ese tipo en India en nombre de Agatocles en Ai-Khanoum en 1970.
También se cree que algunas otras monedas de Agatocles representan el león budista y la diosa hinduista Lakshmi. Las monedas indias de Agathocles son pocas pero espectaculares. Estas monedas al menos demuestran la disposición de los reyes griegos para representar deidades de origen extranjero. La dedicación de un enviado griego al culto de Garuda en el pilar de Heliodoro en Besnagar también podría ser indicativo de cierto nivel de  sincretismo religioso.

## Influencia directa en el noroeste de la India (180-20a.C.)
El período indogriego (180-20 a. C.) marca un tiempo en el que los griegos bactrianos se establecieron directamente en las partes noroccidentales del subcontinente indio después de la caída del imperio Maurya y su toma por el imperio Śuṅga.

### Edificios religiosos
Según Callieri, «la difusión, desde el siglo II aC., de las influencias helenísticas en la arquitectura del noroeste de la India está atestiguada en el santuario de Butkara I». La arquitectura helenística está en los elementos basales y nichos decorativos.
Los territorios indo-griegos parecen haber estado muy involucrados con el budismo. Numerosas estupas que se habían establecido durante la época de Ashoka fueron reforzadas y embellecidas durante el período indo-griego y utilizaron para ello elementos de la escultura helenística. Se realizó un análisis arqueológico detallado, especialmente en la estupa de Butkara, que permitió definir con precisión lo que se había hecho durante el período indo-griego y lo que vino después. Los indo-griegos eran conocidos por las adiciones y nichos, escaleras y balaustradas de estilo arquitectónico helenístico. Estos esfuerzos continuaron durante los períodos indoescita y kushan.

### Griegos en relieves de piedra indios
Se conocen numerosas representaciones de griegos de la zona de Gandhara. Los relieves de Buner en particular tienen algunas de las representaciones más claras de juerguistas y devotos con vestimenta griega.
Los monumentos budistas en el corazón de la India también tienen tales representaciones. Algunos de los frisos de Sanchi muestran a devotos con atuendo griego. Los hombres están representados con el pelo corto y rizado, a menudo unidos con una diadema del tipo de los que se ven comúnmente en las monedas griegas. La ropa también es griega, completa con túnicas, capas y sandalias, típicas del traje de viaje griego. Los instrumentos musicales también son bastante característicos, como la flauta doble llamada aulós. También son visibles carnyx. Todos están celebrando en la entrada de la estupa. Estos hombres serían extranjeros del noroeste de la India visitando la estupa, posiblemente Mallas, Sakas o Indo-Griegos.
Se conocen tres inscripciones de los donantes yavana en Sanchi, la más clara de las cuales dice «Setapathiyasa Yonasa danam» (Regalo del yona de Setapatha), donde Setapatha una ciudad incierta.
Otro extranjero bastante similar también se representa en Bharhut, el «Bharhut Yavana», también vistiendo una túnica y una diadema real a la manera de un rey griego, y mostrando una triratna budista en su espada.

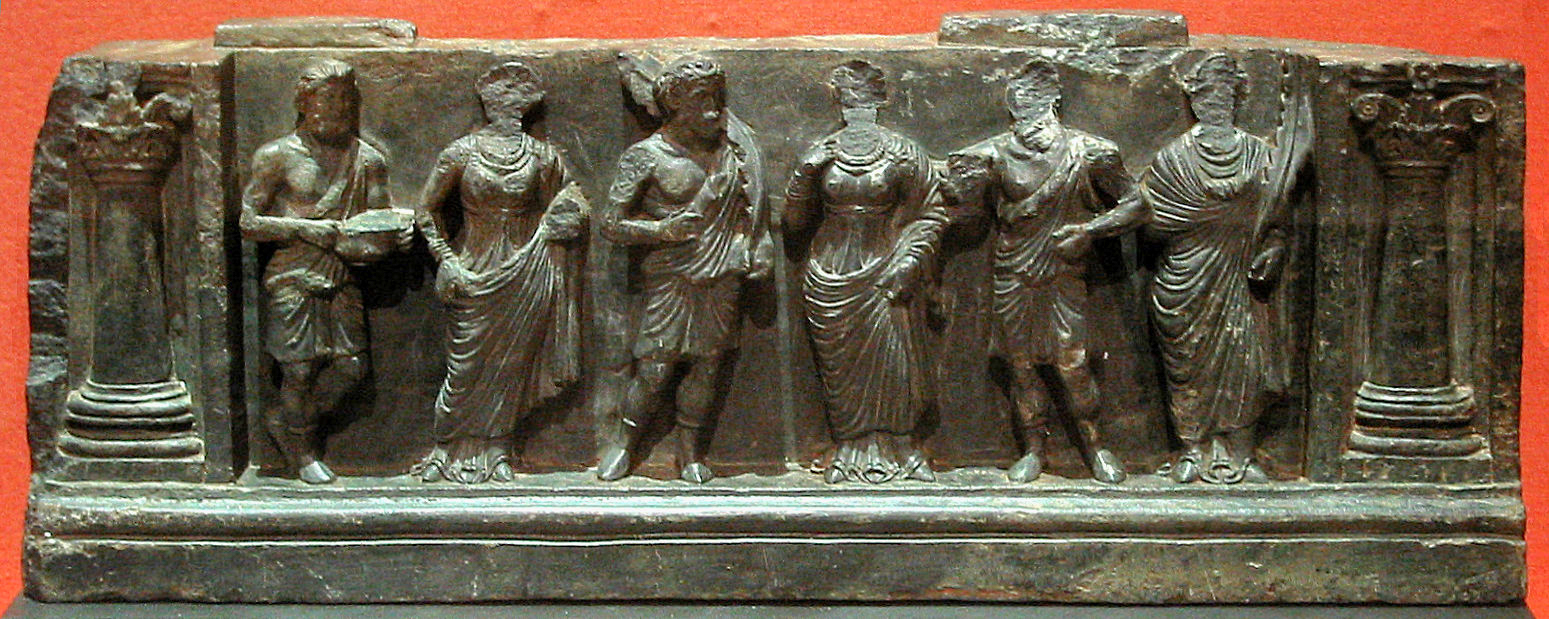
Griegos celebrando, relieve de Buner, Victoria and Albert Museum
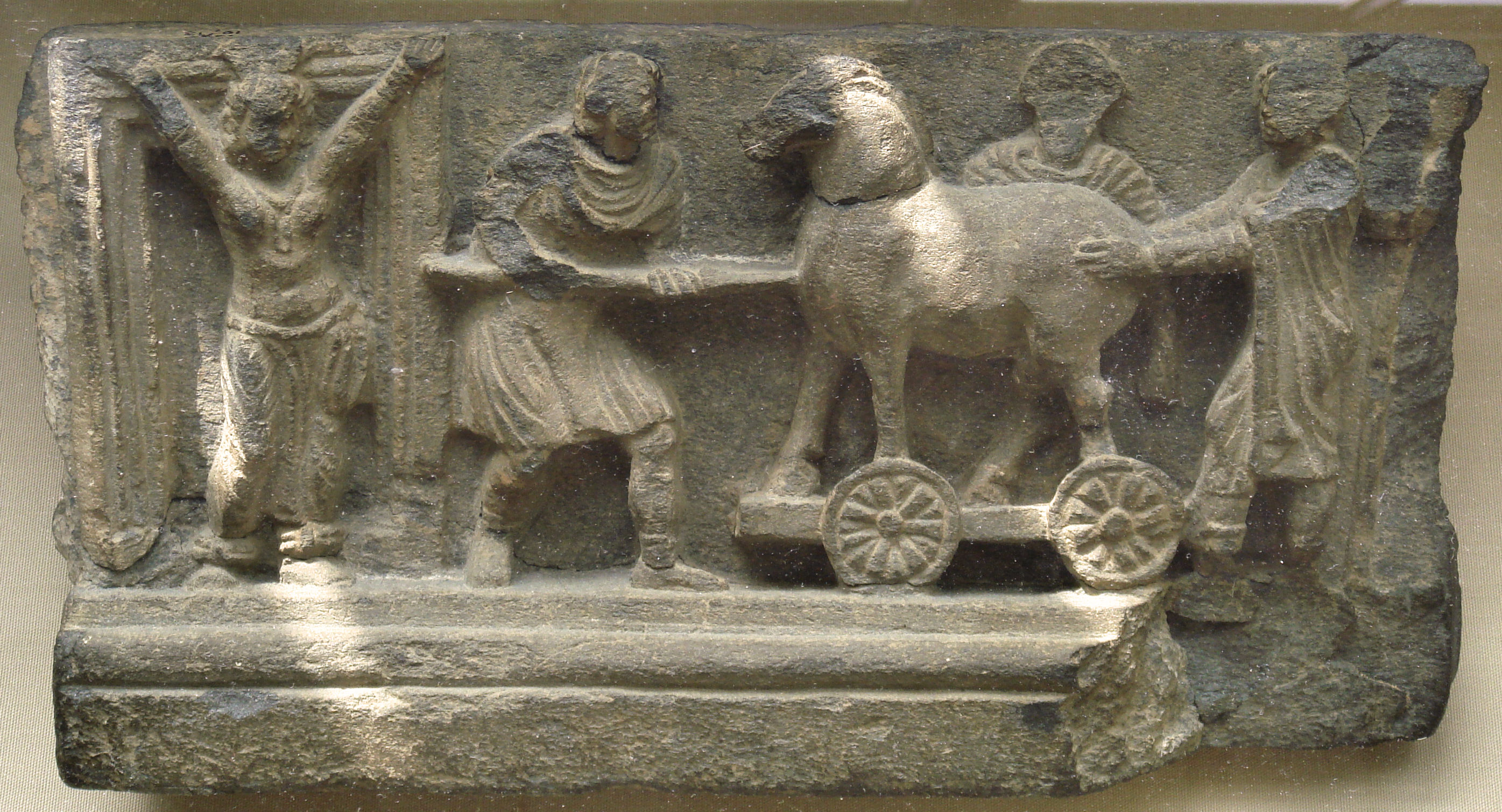
La historia del caballo de Troya en el arte de Gandhara. Museo Británico
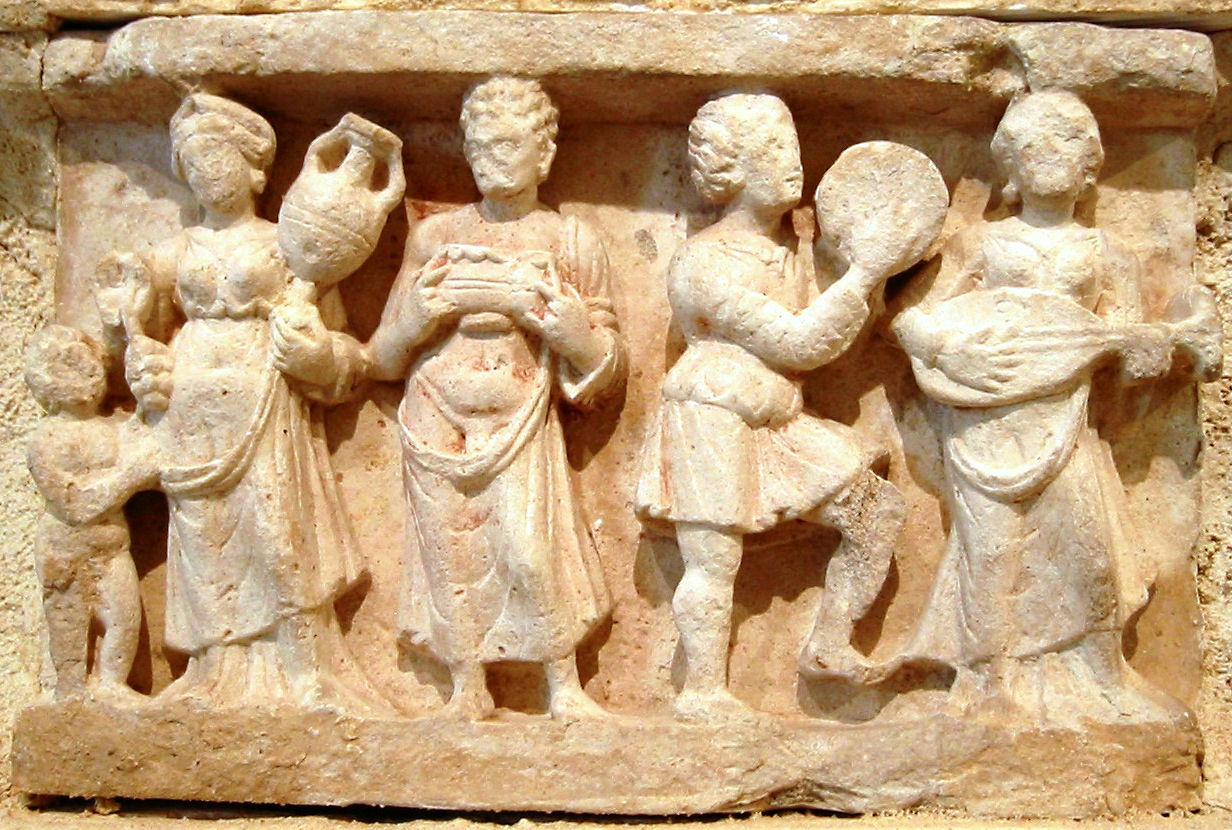
Ropa griega, ánforas, vino y música (Detalle de la estupa Chakhil-i-Ghoundi, Hadda
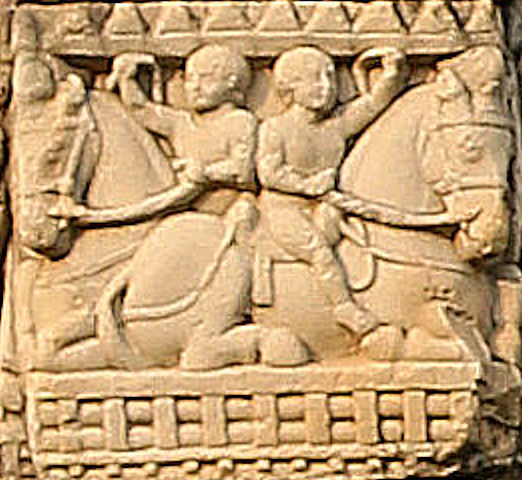
Paseantes extranjeros, Southern Gateway of Stupa 3, Sanchi
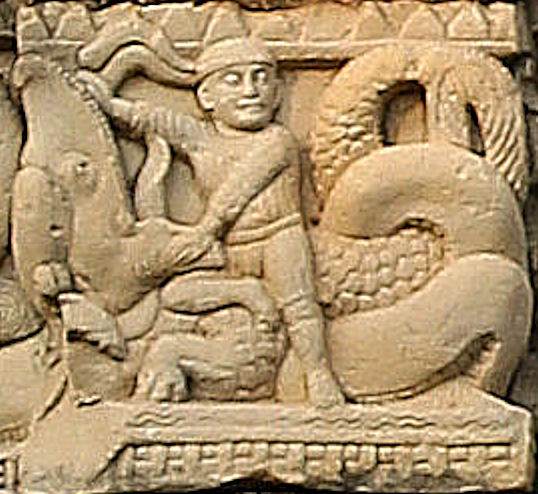
Extranjero luchando contra un Makara, Southern Gateway of Stupa 3, Sanchi
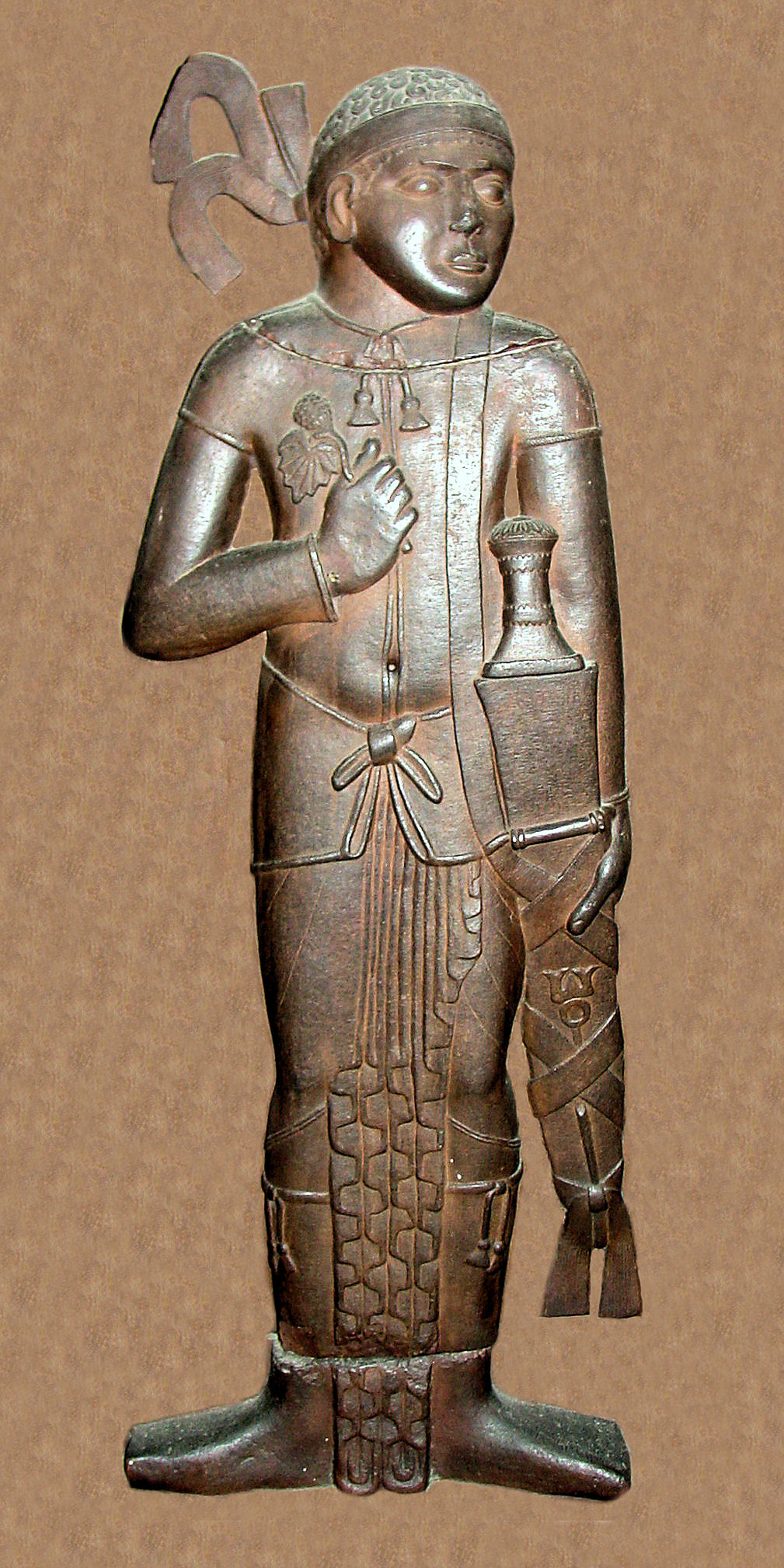
El Yavana en Bharhut Stupa
Escultura de mujer de la antigua Braj-Mathura, ca. siglo II.

### Representación del Buda en forma humana

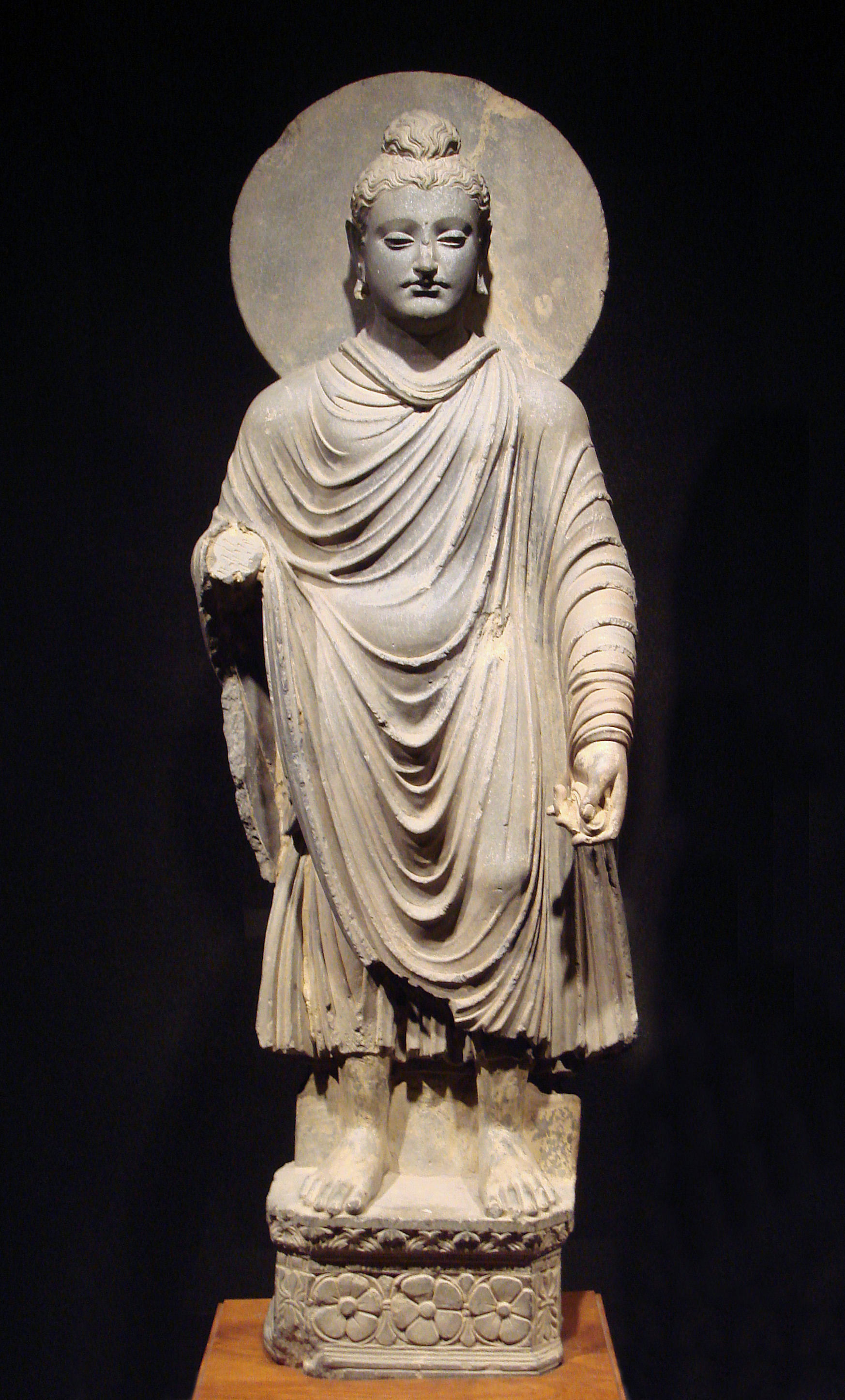
Gautama Buda en estilo grecobudista, I-II siglos, Gandhara, Afganistán.

Numerosos artefactos griegos se encontraron en la ciudad de Sirkap, cerca de Taxila y en Sagala, en el Pakistán, a 10 km de la frontera con India. Sirkap se fundó como una capital del reino indogriego y se diseñó con el Plan hipodámico de ciudad griega del urbanista Hipodamo de Mileto; Sagala también era una capital indogriega. Las personas con vestimenta griega se pueden identificar en numerosos frisos.
Aunque todavía hay cierto debate, las primeras representaciones antropomórficas del mismo Buda a menudo se consideran un resultado de la interacción grecobudista. Antes de esta innovación, el arte budista era total o casi totalmente anicónico; el Buda únicamente se representaba a través de sus símbolos: un trono vacío, Árbol de Bodhi, la huella de Buda, el Dharmachakra.
En muchas partes del mundo antiguo, los griegos desarrollaron divinidades sincréticas, que podrían convertirse en un foco religioso común para poblaciones con diferentes tradiciones: un ejemplo bien conocido es Serapis, representado por Ptolomeo I Soter en Egipto, que combinó aspectos de dioses griegos y egipcios. También en India, era natural que los griegos crearan una única divinidad común combinando la imagen de un dios-rey griego como Apolo, con las tradicionales características físicas del Buda. Probablemente, no sintiéndose obligados por estas restricciones, y debido a «su culto a la forma, los griegos fueron los primeros en intentar una representación escultórica del Buda».
Algunos autores han argumentado que el tratamiento escultórico griego del vestido ha sido adoptado para el Buda y los bodhisattvas en toda la India. Es, incluso hoy en día, un sello distintivo de numerosas esculturas budistas en China y Japón.

### Numismática

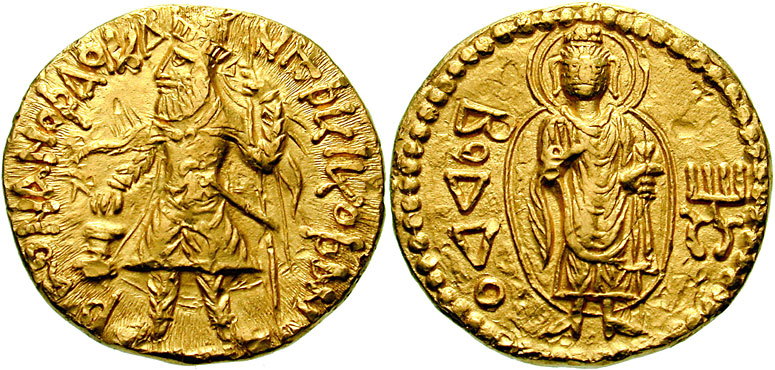
Moneda de oro de Kanishka, con una representación de Buda, con la leyenda «Boddo» en escritura griega.

La moneda indogriega es rica y variada, y contiene algunas de las mejores monedas de la antigüedad. Su influencia en la moneda india fue de gran alcance.
La escritura griega se usó extensamente en monedas durante muchos siglos, como también fue el hábito de representar una regla en el anverso, a menudo en perfil, y deidades en el reverso. Los Sátrapas, una dinastía occidental de origen extranjero adoptó diseños indogriegos. Los kushans (siglo I a IV) utilizaron la escritura griega y las deidades griegas en sus monedas. Incluso más tarde con el imperio Gupta (siglos IV a VI), Kumaragupta I emitió monedas con una imitación de escritura griega.

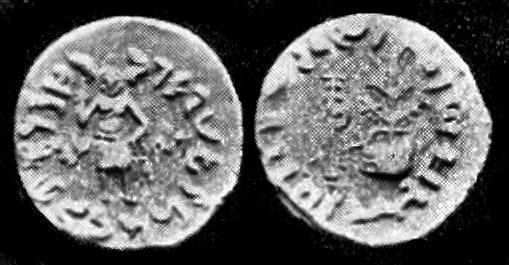
Moneda de los Audumbaras influenciada por los estilos de monedas indo-griegas. Siglo II d.C.
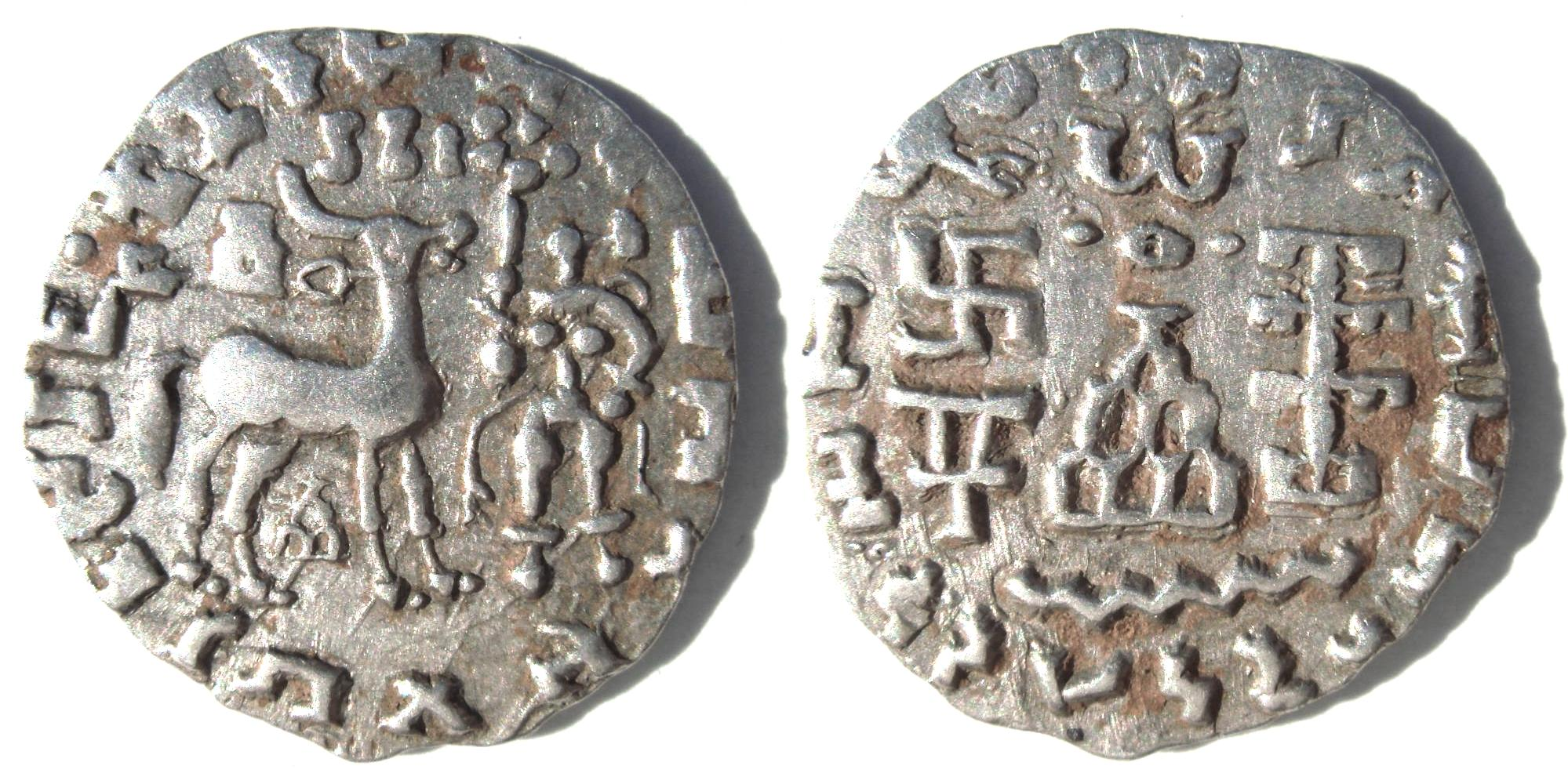
Moneda de los Kunindas influenciada por estilos de monedas indo-griegas. Siglo II d. C.
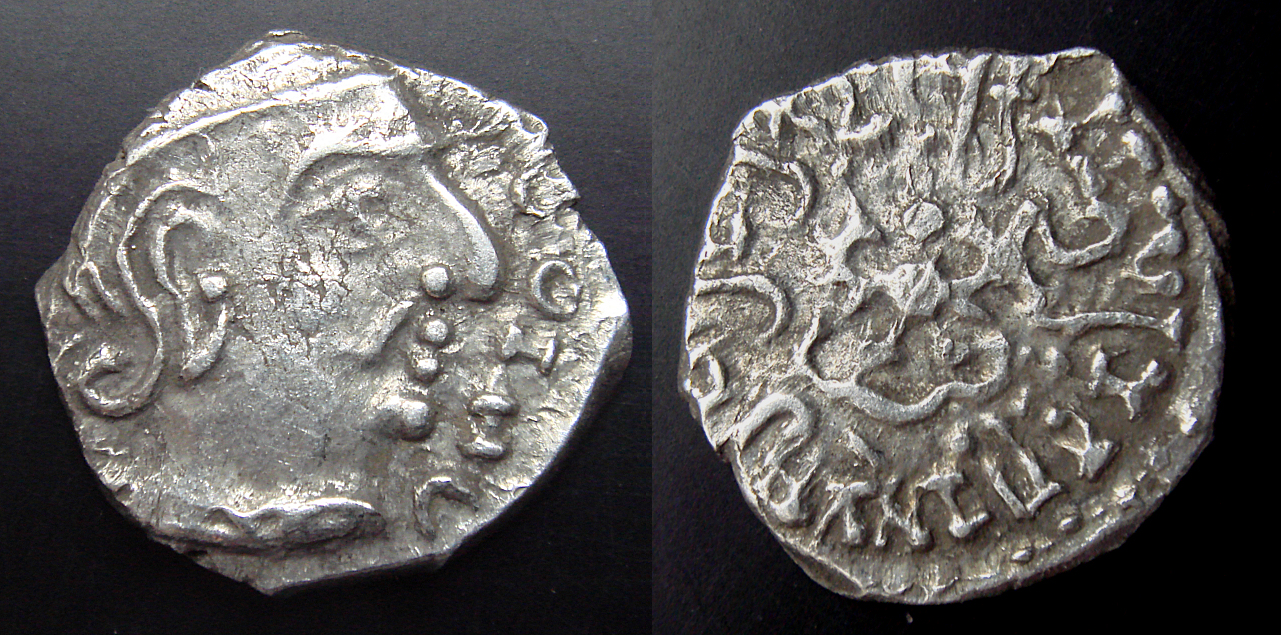
Moneda de Gupta Chandragupta II con leyenda pseudo-griega en el anverso. Siglo IV d. C.

## Legado artístico greco-budista (sigloIa.C.-sigloIVd.C.)
La plena floración del arte greco-budista parece haber sido posterior al Reino Indo-Griego, aunque se ha sugerido que los artesanos y artistas griegos individuales probablemente continuaron trabajando para los nuevos maestros. Aparentemente, durante el reinado de los indoescitas, los indopartos y los kushan, el arte greco-budista evolucionó para convertirse en una forma de arte dominante en el noroeste del subcontinente indio mientras que otras áreas de la India, especialmente el área de Mathura, recibió la influencia de la escuela greco-budista. Estas afirmaciones siguen siendo un tema de debate.